# ХТЗ-3Н
ХТЗ-3Н — транспортная гусеничная снегоболотоходная машина предназначена для перевозки людей, грузов, буксировки прицепов и выполнения любых транспортных перевозок в условиях бездорожья и труднодоступных районах.

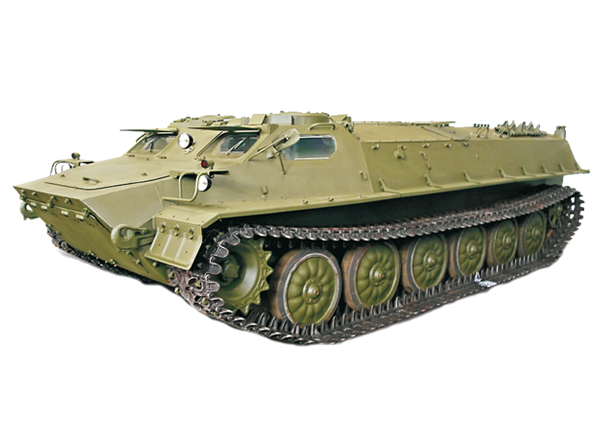
ХТЗ-3Н

## Описание
ХТЗ-3Н управляется одним водителем, для транспортировки машина имеет грузовой отсек объёмом 5,8 м3 (2,5х1.95х1.1), весом до двух тонн. Крупногабаритные грузы можно разместить на крыше грузового отсека и дополнительно буксировать прицеп до 6,5 тонн. Машина преодолеет полутораметровый снег, водные преграды, а также пески, болота и т. п. благодаря широким гусеницам (560 мм.) и прочному корпусу. Кабина и грузовой отсек отапливаемые и вентилируемые.
Гражданские вездеходы ХТЗ-3Н выпускаемые Харьковским тракторным заводом были спроектированы на базе шасси военного тягача производства ХТЗ, что обеспечило им высокую проходимость в труднодоступных местах и надежность. Mашины оборудованы специальным оборудованием, обеспечивающим нормальную жизнедеятельность в экстремальных условиях, таким как надёжные высокоэффективные обогреватели и системы охлаждения и очистки воздуха, дополнительный подогрев пусковой системы двигателя, особо прочный и устойчивый ко всем видам механического и химического воздействия корпус и практически полная проходимость по любому бездорожью.
Спецтехника ХТЗ разработана специально для транспортных и других специализированных работ с использованием навесного оборудования. При установке бурильного оборудования получают надёжные и качественные вездеходные комплексы для нефтяников, газовиков, геологов. Возможности такого комплекса практически безграничны, так как невероятная проходимость по песчаной и заболоченной местности, по глубокому снегу делают доступными самые непроходимые места. Транспортные гусеничные снегоболотоходные машины в состоянии не только пройти по любой местности, но также и подняться на возвышенность где угол подъёма достигает 35 градусов. Техника на базе конверсионного производства обладает улучшенными характеристиками. Высокой прочностью корпуса, устойчивостью к механическому и химическому воздействию, повышенной проходимостью, а внутреннее оборудование позволяет экипажу и пассажирам (вместимость от 1 до 12 человек) чувствовать себя комфортно независимо от погоды. Скорость, развиваемая машиной, достигает 60 км/час. Для буксировки прицепов массой до 6,5 т. имеются тягово-сцепные устройства и выводы электрической и пневматической систем.

## Характеристики
| Габаритные размеры, мм                                        | ХТЗ-3Н            |
| длина                                                         | 6454              |
| ширина                                                        | 3150              |
| высота                                                        | 1650              |
| клиренс                                                       | 400               |
| Масса, кг                                                     | 10300             |
| Грузоподъёмность, кг                                          | 2000              |
| Масса буксируемого прицепа, кг                                | 4000              |
| Экипаж + пассажиры, чел.                                      | 1 + 12            |
| Двигатель                                                     | 4х-тактный дизель |
| Мощность, л. с.                                               | 240               |
| Максимальная скорость, км/час                                 |                   |
| по грунтовой дороге                                           | 60                |
| Средняя скорость, км/час                                      |                   |
| по песчаным, заболоченной местности и снегу глубиной до 1,5 м | 14-20             |
| по грунтовой дороге среднего качества                         | 26-32             |
| Среднее удельное давление на грунт, кг/см2                    | 0,24              |
| Максимальный угол подъема(спуска) /крена, град.               | 35/25             |